# Харьков в филателии

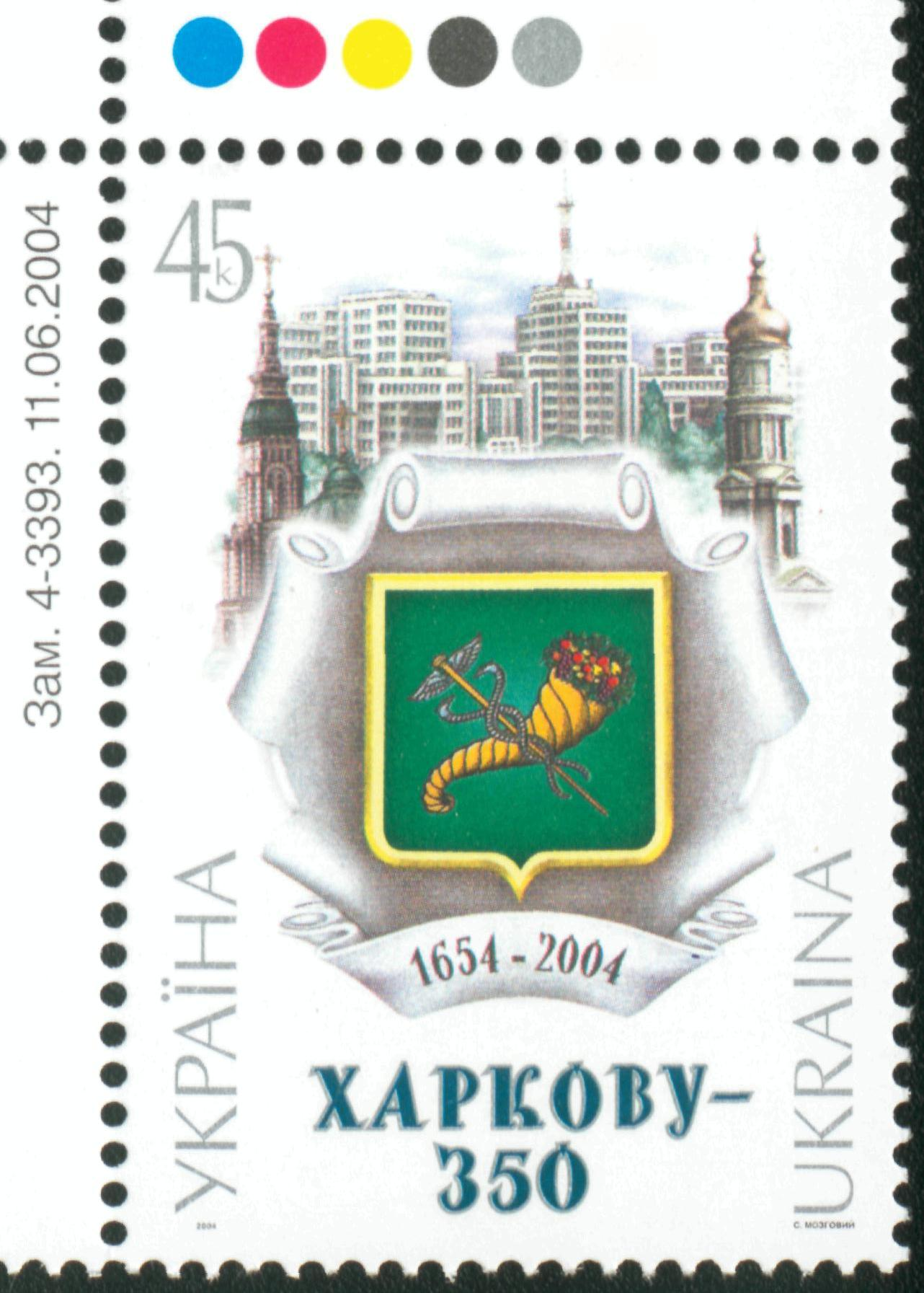
Марка Украины к 350-летию Харькова с изображением герба города, Благовещенского собора, Госпрома и Успенского собора, 2004

Ха́рьков в филатели́и — совокупность филателистических материалов (знаков почтовой оплаты, штемпелей и прочего), посвящённых Харькову или связанных с ним.

## Краткий обзор

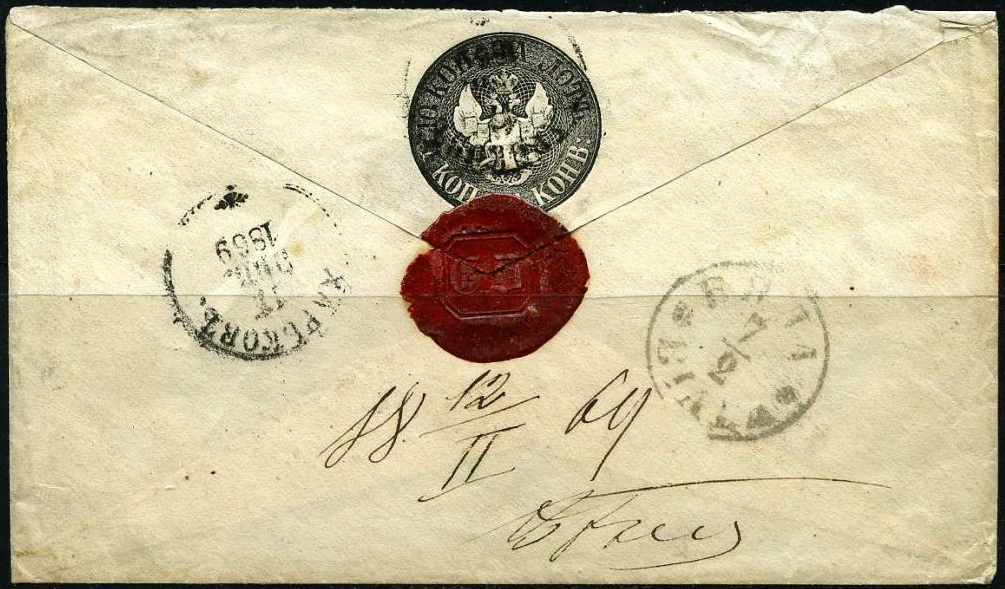
1869: Штемпельный конверт Российской империи, отправленный из Харькова в Бялу (Царство Польское)

Город Харьков и его история отражены на почтовых марках и других филателистических материалах дореволюционного времени, Советского Союза и независимой Украины.
Почтой СССР и Украины выпущено немало почтовых марок, художественных маркированных и немаркированных почтовых конвертов и односторонних почтовых карточек с оригинальной маркой, тематика которых была связана с Харьковом.
В 1920 и 1992—1994 годах в почтовом обращении города применялись провизории.
К коллекционным материалам на харьковскую тематику относятся также различные календарные, франкировальные, льготные и специальные почтовые штемпели.

## История харьковской почты
К концу 1860-х годов в Харькове стала функционировать городская почта.
1 января 1870 года в Харьковском уезде открылась земская почта. Корреспонденция отправлялась из Харькова в волостные правления уезда по четырём земским почтовым трактам: Золочевскому, Ольшанскому, Мередянскому и Липецкому. С 1904 года пересылка частной корреспонденции стала бесплатной.
16 июня 1925 года начала действовать авиапочтовая линия Москва — Орёл — Харьков, на которой ежедневно осуществлялась перевозка почты и пассажиров на самолётах «Донье-Комет».
В 1932 году в Харькове и других населённых пунктах Украинской ССР, впервые на территории Советского Союза и в мировой практике почтовой связи вообще, появились почтовые индексы. Их употребляли до 1939 года.

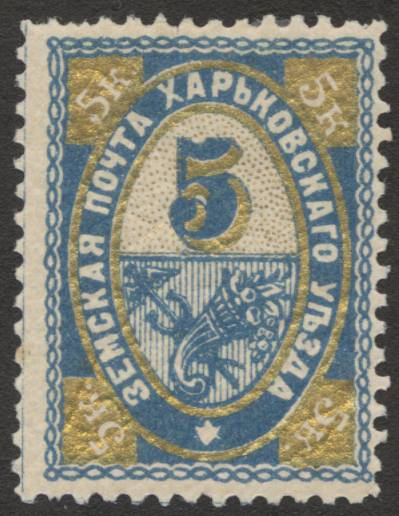
Земская марка Харьковского уезда № 19-б (1896—1898)

25 июня 1935 года на почтамте Харькова и одновременно Москвы и Ленинграда впервые были организованы почтовые экспедиции по обработке международной почты.

## Почтовые марки

### Дореволюционный период
Для оплаты доставки частной корреспонденции были выпущены земские почтовые марки двух видов: красные («оплаченные») и синие («долговые»); номинал обеих марок — 5 копеек. На марках изображён уездный герб.

### Период Украинской Державы
В августе 1918 года, администрацией Украинской Державы было решено надпечатать на марках Российской империи из собственных запасов контрольный знак — трезубец Святого Владимира. Централизованно сделать это в условиях гражданской войны было невозможно. Поэтому наложение надпечаток производилось местными органами одновременно во всех почтовых округах, в том числе и в Харьковском почтовом округе.
| Марки Украинской Державы, выпуск Харьковского почтового округа (1918)                                          | Марки Украинской Державы, выпуск Харьковского почтового округа (1918) |
| --- | --------------------------------------------------------------------- |
| |                                                                       |
| Тип 1 «малый». Штемпель ручной, металлический, пятикратный, с горизонтальным расположением соседних трезубцев. |                                                                       |

### Советский период
Городу Харькову посвящён ряд почтовых марок СССР.
Харьковский памятник Т. Г. Шевченко представлен на марках 1939, 1954 и 1961 годов (ЦФА [АО «Марка»] № 675, 1755, 2551).

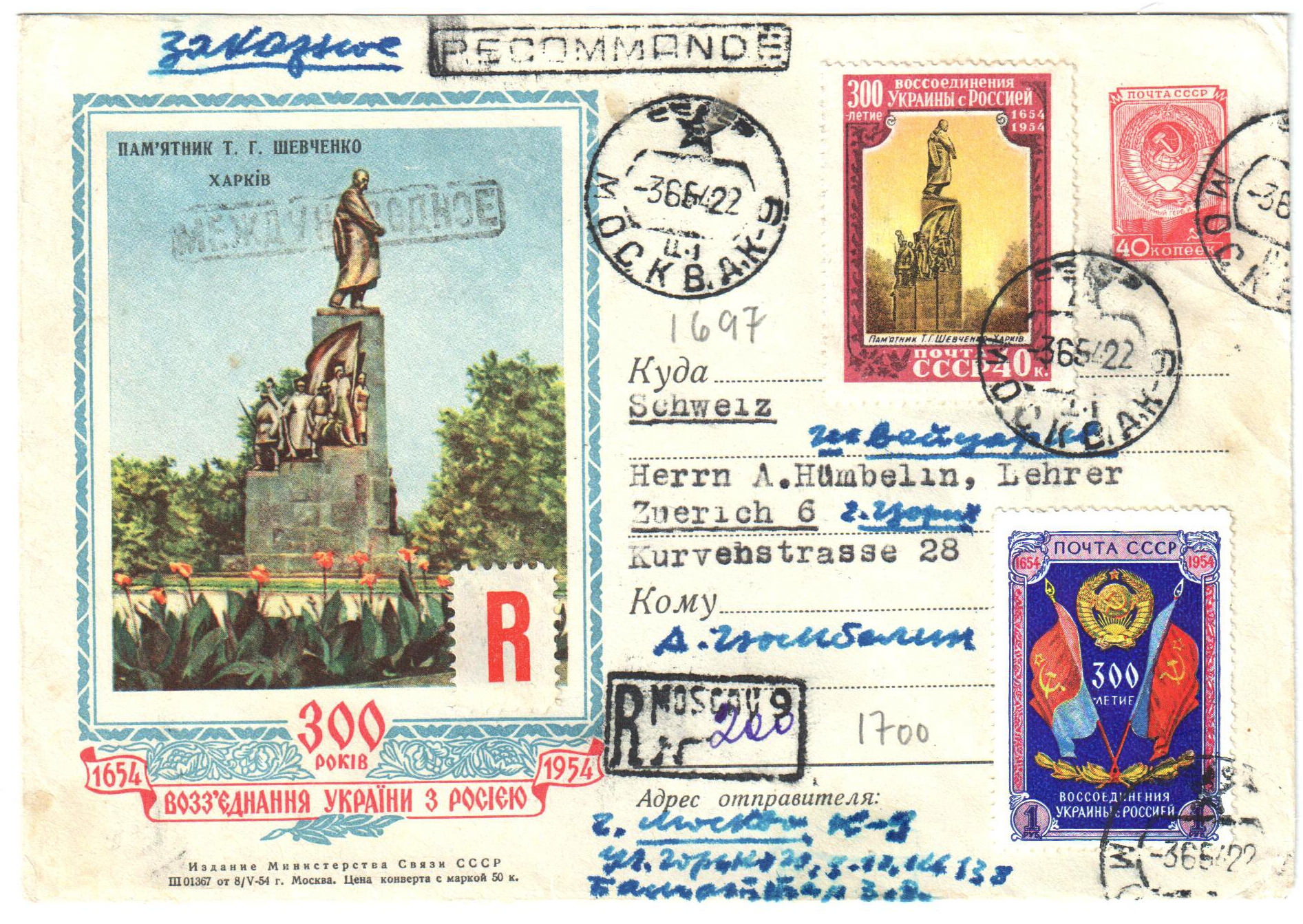
Художественный маркированный конверт СССР (1954) в честь 300-летия воссоединения Украины с Россией, на котором запечатлён памятник Т. Г. Шевченко в Харькове. Заказное письмо отправлено из Москвы в Цюрих и дополнительно франкировано двумя марками СССР, посвящённых тому же событию, на одной из которых изображён тот же памятник

В 1947 году появились четыре марки в честь восстановления Харьковского тракторного завода (ЦФА [АО «Марка»] № 1205, 1209, 1216, 1220), которые были подготовлены художником В. В. Завьяловым. Харьков изображён также на картах-схемах, нарисованных на марках 1949 года: на авиапочтовой (ЦФА [АО «Марка»] № 1461) — со схемой воздушных линий «Аэрофлота», по эскизу И. Дубасова, и на другой марке (ЦФА [АО «Марка»] № 1445) — с картой государственных лесополос и полезащитных лесопосадок, по рисунку В. В. Завьялова.
На марке 1963 года (ЦФА [АО «Марка»] № 2869), посвящённой 20-летию Курской битвы, в ходе которой 23 августа 1943 года был освобождён Харьков, изображена схема сражения. Красные стрелы на схеме указывают на Харьков.
В 1967 году к 50-летию со дня проведения в Харькове I Всеукраинского съезда Советов выходила марка (ЦФА [АО «Марка»] № 3571), выполненная по эскизу художника Ю. Ряховского. Монумент в честь провозглашения Советской власти на Украине (открыт на площади Советской Украины в 1977 году) изображён на марке 1977 года (художник Ю. Яроменко), отметившей 60-летие съезда (ЦФА [АО «Марка»] № 4780).

Почтовые марки СССР, посвящённые Харькову
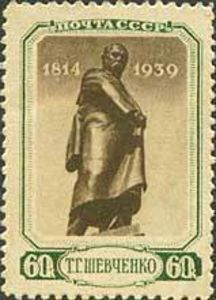
1939: памятник Т. Г. Шевченко в Харькове. Художник С. Поманский (ЦФА [АО «Марка»] № 675)
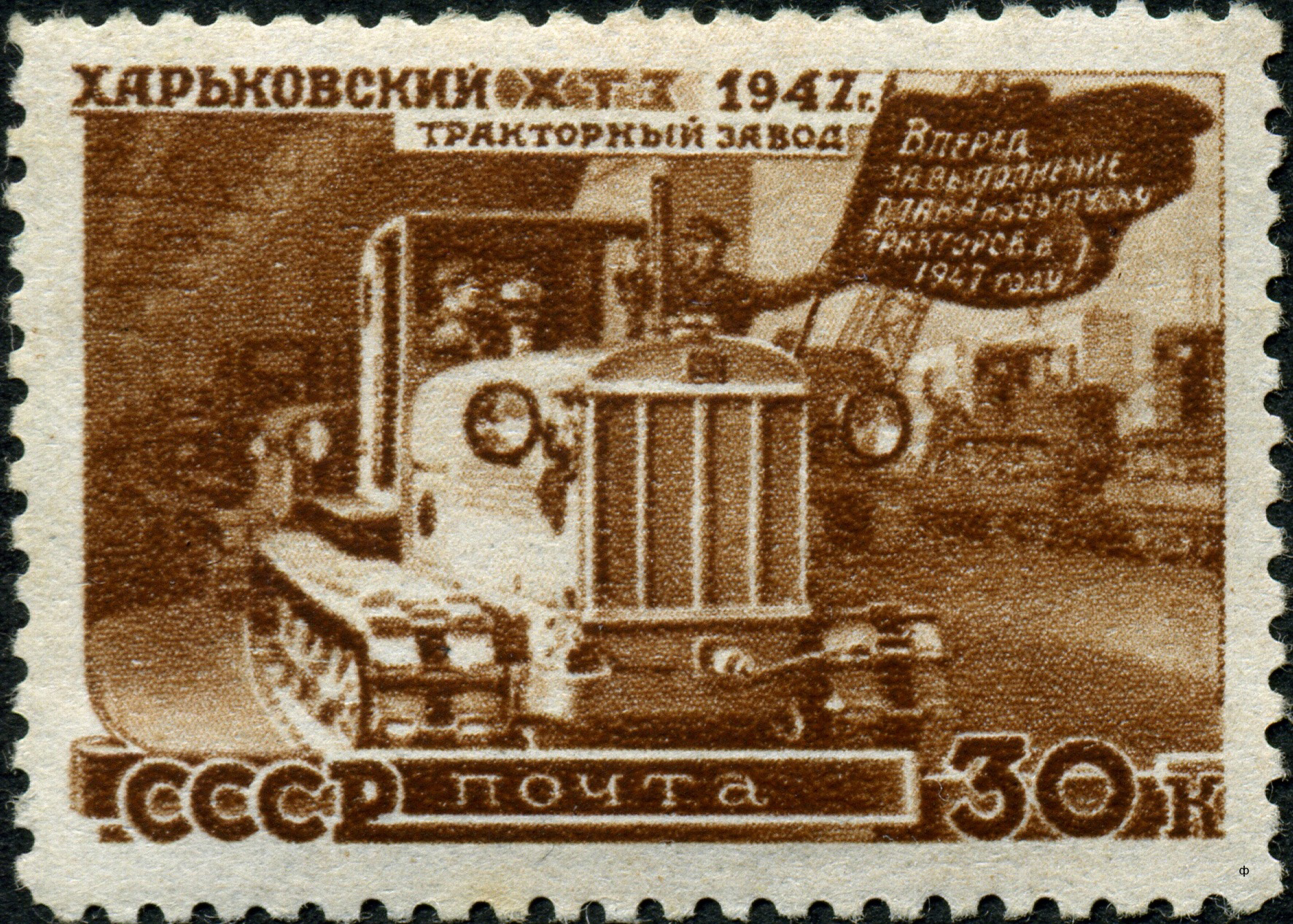
1947: восстановление Харьковского тракторного завода. Художник В. Завьялов (ЦФА [АО «Марка»] № 1216)
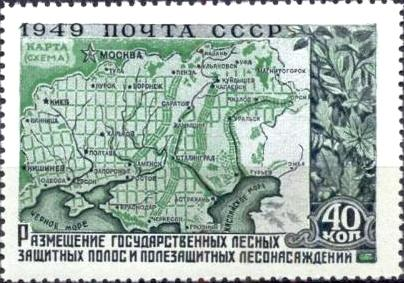
1949: карта-схема государственных лесных защитных полос и полезащитных лесонасаждений.  Художник В. Завьялов (ЦФА [АО «Марка»] № 1445)
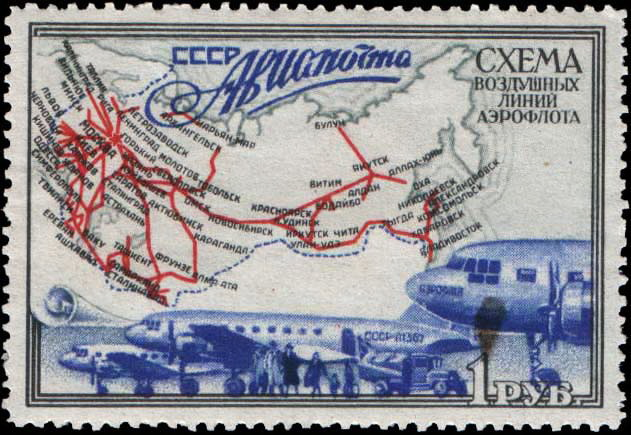
1949: схема воздушных линий «Аэрофлота». Художник И. Дубасов (ЦФА [АО «Марка»] № 1461)
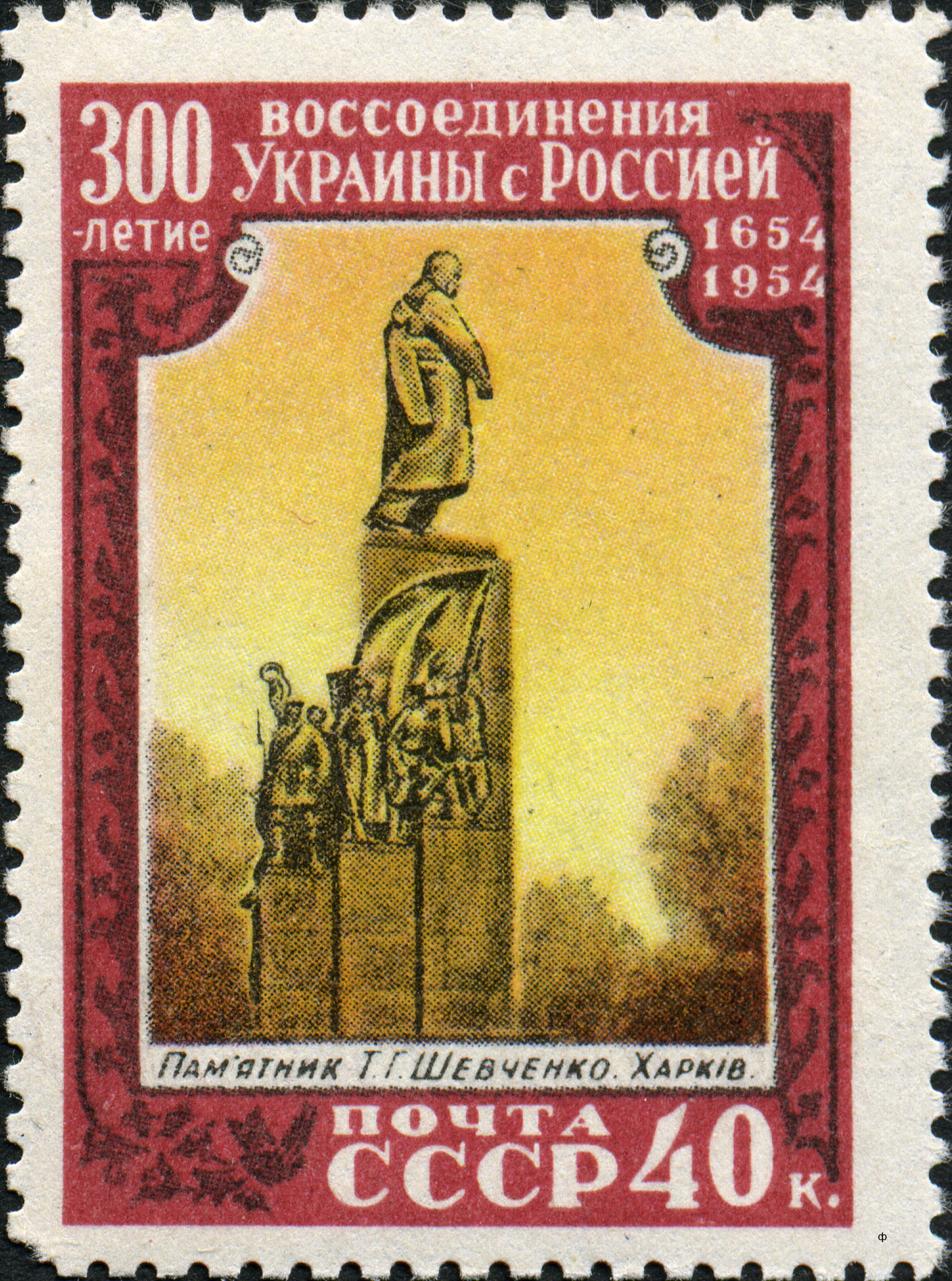
1954: памятник Т. Г. Шевченко. Художник М. Щипков (ЦФА [АО «Марка»] № 1755)
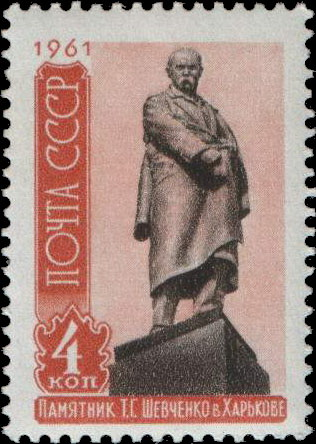
1961: то же. Художник Х. Ушенин (ЦФА [АО «Марка»] № 2551)
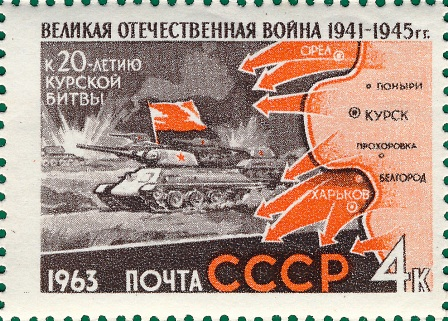
1963: 20-летие Курской битвы, принесшей освобождение Харькова. Художник А. Шмидштейн (ЦФА [АО «Марка»] № 2869)
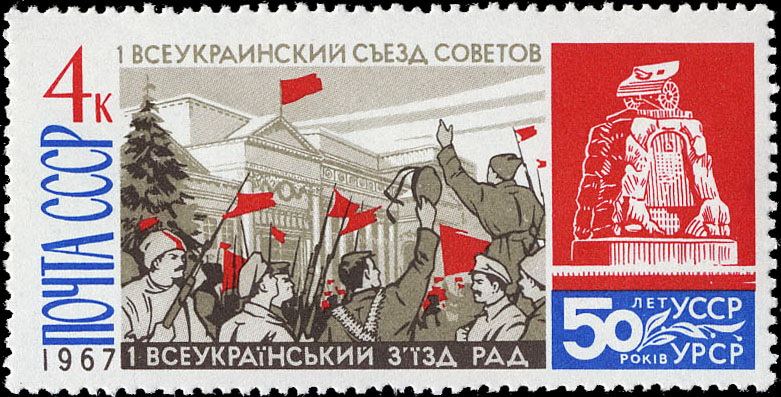
1967: 50-летие I Всеукраинского съезда Советов. Художник Ю. Ряховский (ЦФА [АО «Марка»] № 3571)
1977: 60-летие Советской власти на Украине. Художник Ю. Яроменко (ЦФА [АО «Марка»] № 4780)

Техника, изобретённая и выпускавшаяся в Харькове
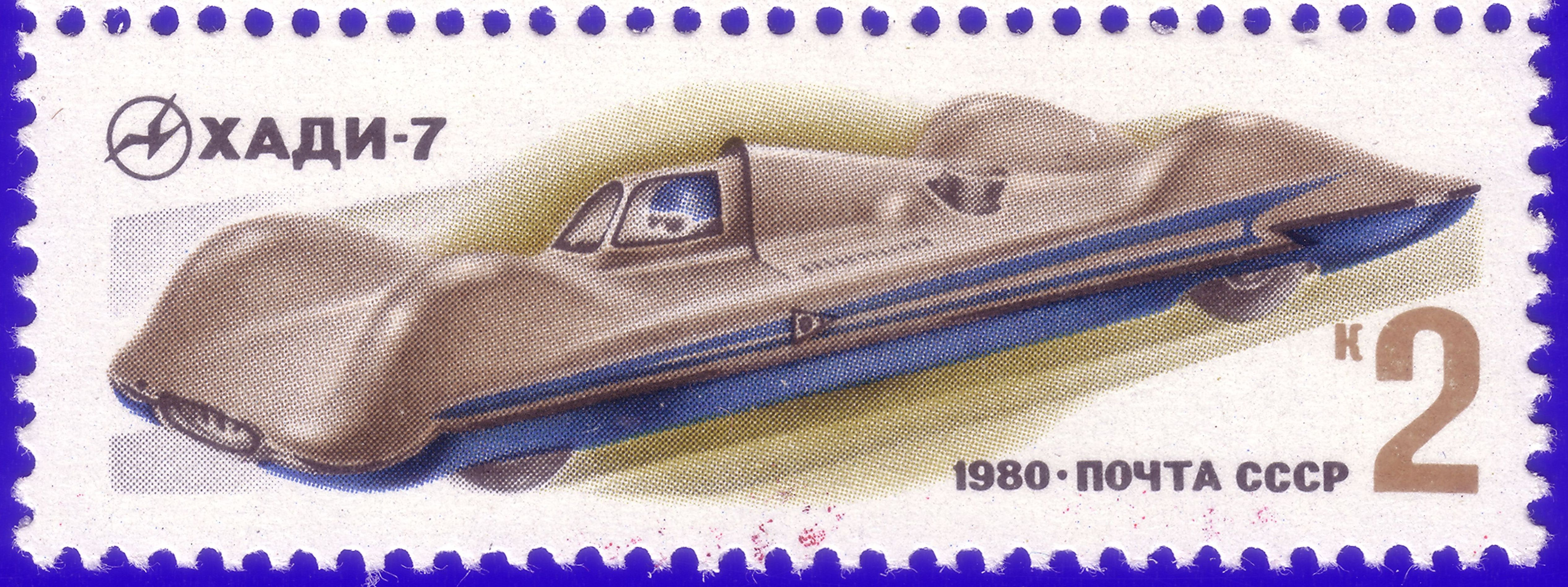
1980: гоночный автомобиль ХАДИ-7. Художник Ю. Арцименев
 (ЦФА [АО «Марка»] № 5100)
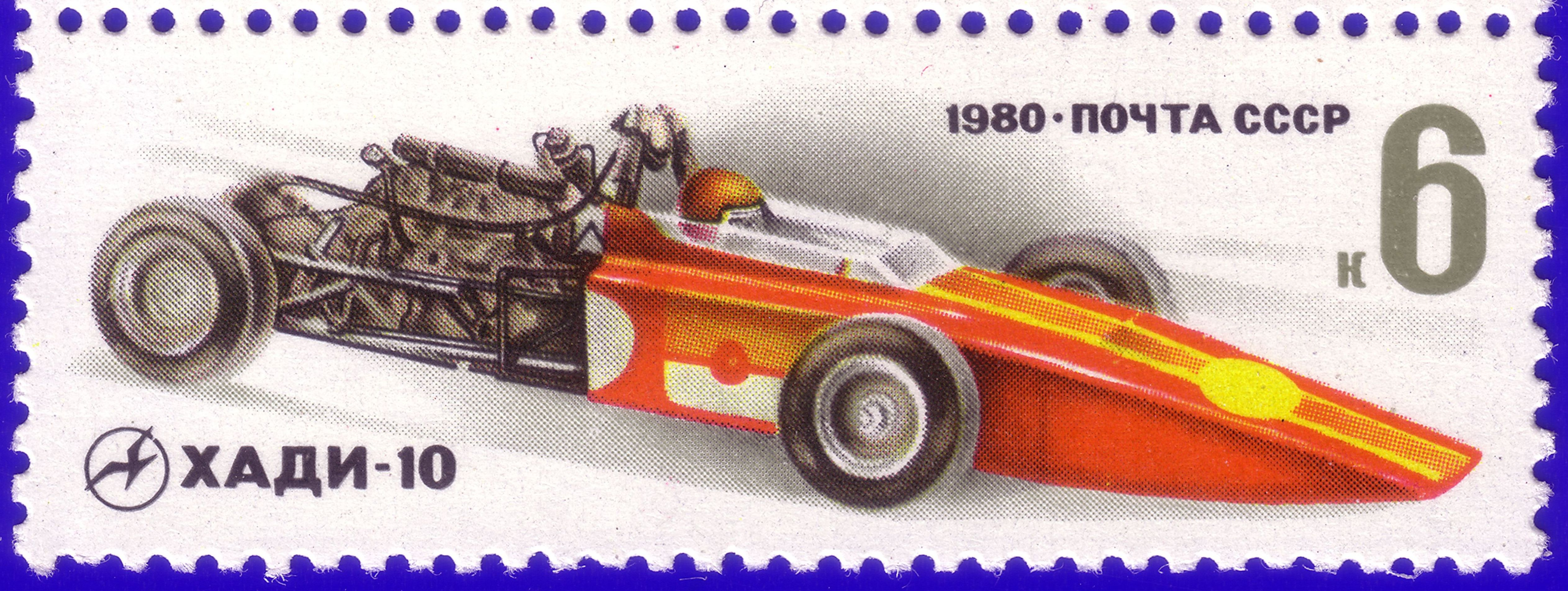
1980: гоночный автомобиль ХАДИ-10 (ЦФА [АО «Марка»] № 5101)
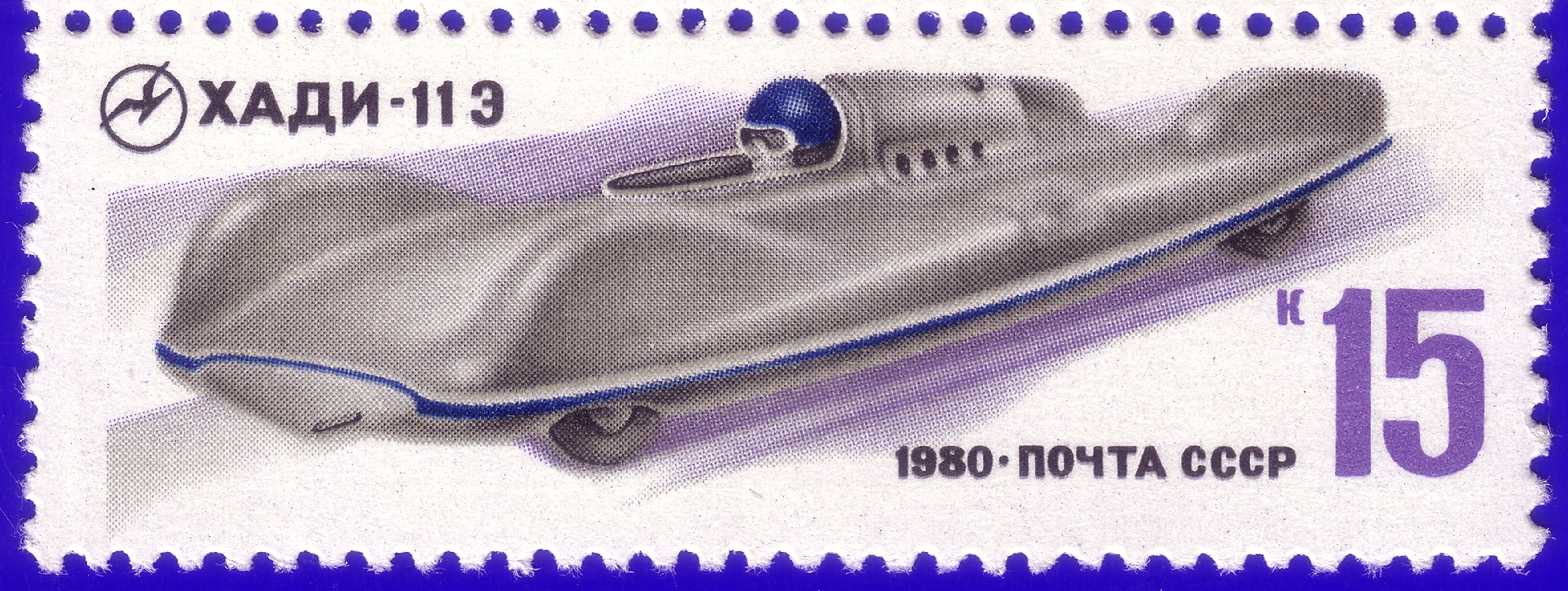
1980: электромобиль ХАДИ-11Э
 (ЦФА [АО «Марка»] № 5102)
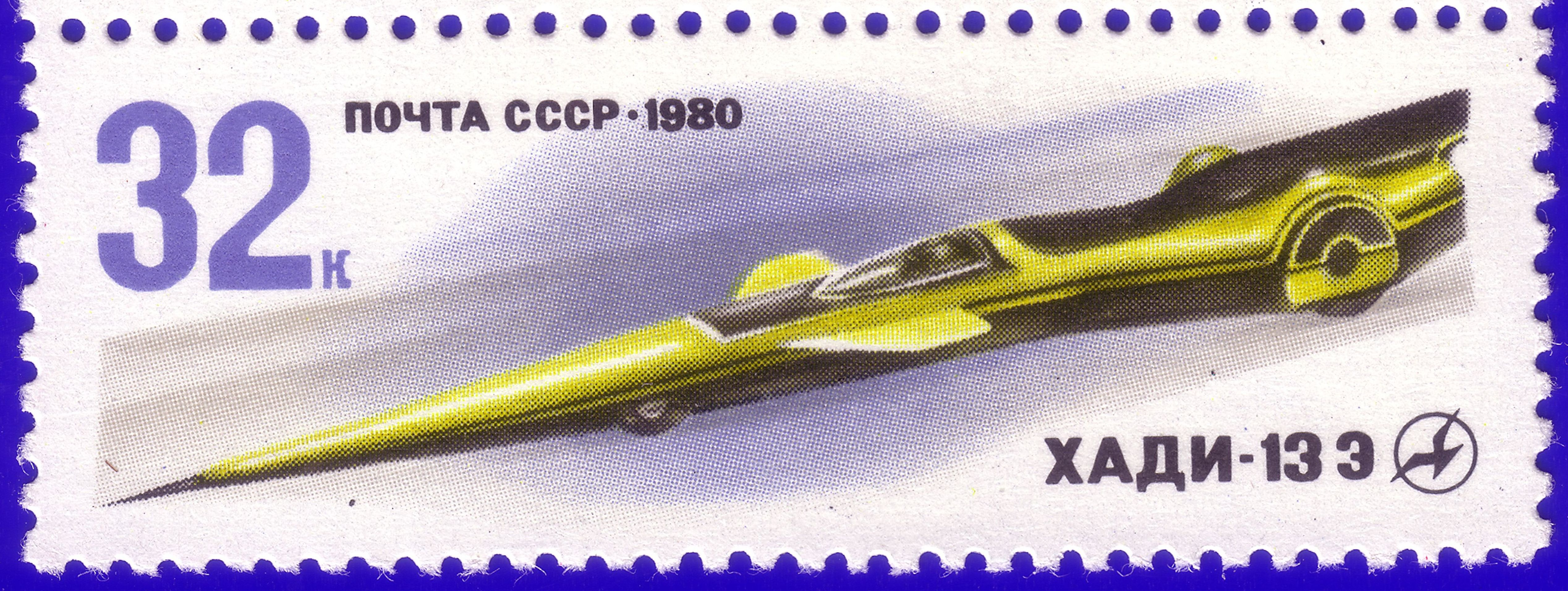
1980: электромобиль ХАДИ-13Э
 (ЦФА [АО «Марка»] № 5103)

### Современная Украина
На почтовых выпусках независимой Украины Харьков представлен двумя выпусками.
На появившейся в почтовом обращении 18 августа 2001 года марке(№ 396; (Mi #464); художник А. Калмыков, номинал 30 коп.), посвящённой Харьковской области, изображена продукция харьковских заводов (трактор, самолёт) и вид города. Марка гасилась штемпелем первого дня (№ fdc138) на художественном немаркированном конверте, который был использован в качестве конверта первого дня (№ kpd143; худ. А. Калмыков).
20 августа 2004 года почтовое ведомство Украины выпустило почтовую марку в честь 350-летия города (№ 604; (ВАРФ #UA049.04); (Mi #661); художник С. Мозговой). На марке номиналом в 45 копеек изображён герб Харькова и ряд известных городских зданий. Марка, посвящённая 350-летию Харькова, гасилась штемпелем первого дня (№ fdc237) на конверте первого дня (№ kpd238) с изображением фонтана «Хрустальная струя» (художник С. Мозговой).

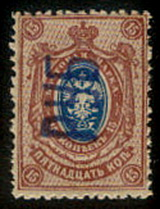
Харьковский провизорий (1920)

## Провизории
В июне — сентябре 1920 года в связи с переоценкой запасов марок на Харьковском почтамте были вручную сделаны медным штампом штемпельной краской надпечатки слова «РУБ» трёх размеров. Надпечатки делались в направлении снизу вверх и наоборот. Марки с надпечатками были в обращении на территории Харьковской губернии и прилегающих районов.
В 1992—1994 годах, в связи с переходом на новую валюту (карбованцы) и постоянным повышением тарифов пересылки, Харьковский почтамт пользовался собственными провизориями.

## Почтовые художественные конверты

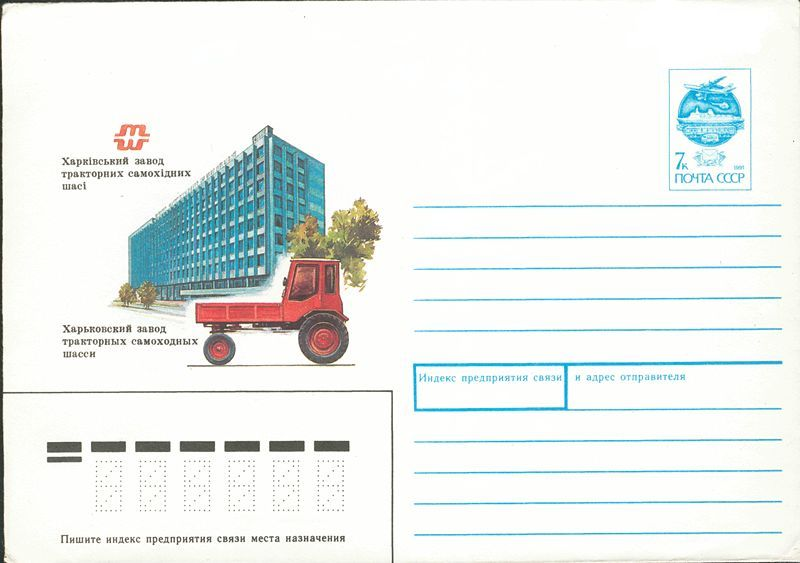
Пример художественного маркированного конверта на харьковскую тематику: Харьковский завод тракторных самоходных шасси (1991)

За годы Советской власти и украинской независимости, в общей сложности и по состоянию на 2008 год, было выпущено не менее 107 художественных маркированных и немаркированных конвертов с харьковскими сюжетами, в том числе 99 конвертов СССР и 8 — Украины.
На конвертах запечатлены памятники и архитектура Харькова. Часть конвертов посвящена юбилеям харьковских предприятий и организаций. Ещё одной темой конвертов стали текущие события, проводимые в городе, — филателистические выставки, спортивные соревнования, фестивали культуры.
| Хронологический перечень художественных почтовых конвертов СССР и Украины, посвящённых Харькову | Хронологический перечень художественных почтовых конвертов СССР и Украины, посвящённых Харькову | Хронологический перечень художественных почтовых конвертов СССР и Украины, посвящённых Харькову | Хронологический перечень художественных почтовых конвертов СССР и Украины, посвящённых Харькову | Хронологический перечень художественных почтовых конвертов СССР и Украины, посвящённых Харькову | Хронологический перечень художественных почтовых конвертов СССР и Украины, посвящённых Харькову |
| Надпись на конверте (чему посвящён)                                                             | Дата                                                                                            | Художник                                                                                        | Номер в каталоге ЦФА                                                                            | Номинал                                                                                         | Страна                                                                                          |
| ----------------------------------------------------------------------------------------------- | ----------------------------------------------------------------------------------------------- | ----------------------------------------------------------------------------------------------- | ----------------------------------------------------------------------------------------------- | ----------------------------------------------------------------------------------------------- | ----------------------------------------------------------------------------------------------- |
| Харьков. Памятник Т. Г. Шевченко                                                                | 8 мая 1954                                                                                      |                                                                                                 | 15                                                                                              | 40 копеек                                                                                       | СССР                                                                                            |
| ЗАКАЗНОЕ. Харьков. Памятник Т. Г. Шевченко (Сюжет конверта № 15)                                | 8 мая 1954                                                                                      |                                                                                                 | 16                                                                                              | 1 рубль                                                                                         | СССР                                                                                            |
| Харьков. Памятник Т. Г. Шевченко                                                                | 8 августа 1957                                                                                  |                                                                                                 | 489                                                                                             | 40 копеек                                                                                       | СССР                                                                                            |
| Харьков. Вокзал Южной железной дороги                                                           | 10 сентября 1957                                                                                |                                                                                                 | 523                                                                                             | 40 копеек                                                                                       | СССР                                                                                            |
| Харьков. На площади Розы Люксембург                                                             | 2 ноября 1957                                                                                   |                                                                                                 | 559                                                                                             | 40 копеек                                                                                       | СССР                                                                                            |
| Харьков. Вокзал Южной железной дороги                                                           | 11 января 1961                                                                                  |                                                                                                 | 1432                                                                                            | 4 копейки                                                                                       | СССР                                                                                            |
| Харьков. Вокзал Южной железной дороги                                                           | 26 сентября 1961                                                                                |                                                                                                 | 1716                                                                                            | 4 копейки                                                                                       | СССР                                                                                            |
| Харьков. Драмтеатр им. Шевченко                                                                 | 12 февраля 1962                                                                                 |                                                                                                 | 1852                                                                                            | 4 копейки                                                                                       | СССР                                                                                            |
| Харьков. Почтамт                                                                                | 15 сентября 1962                                                                                |                                                                                                 | 2211                                                                                            | 4 копейки                                                                                       | СССР                                                                                            |
| Харьков. Почтамт                                                                                | 29 ноября 1962                                                                                  |                                                                                                 | 2284                                                                                            | 4 копейки                                                                                       | СССР                                                                                            |
| Харьков. Университет                                                                            | 7 января 1963                                                                                   |                                                                                                 | 2347                                                                                            | 4 копейки                                                                                       | СССР                                                                                            |
| Харьков. Почтамт                                                                                | 2 апреля 1963                                                                                   |                                                                                                 | 2456                                                                                            | 4 копейки                                                                                       | СССР                                                                                            |
| Харьков. Гостиница «Харьков»                                                                    | 6 июля 1963                                                                                     |                                                                                                 | 2648                                                                                            | 4 копейки                                                                                       | СССР                                                                                            |
| Харьков. На реке Лопань                                                                         | 26 октября 1963                                                                                 |                                                                                                 | 2831                                                                                            | 4 копейки                                                                                       | СССР                                                                                            |
| Харьков. На реке Лопань (рядом с маркой люминесцентная плашка)                                  | 26 октября 1963                                                                                 |                                                                                                 | 2831А                                                                                           | 4 копейки                                                                                       | СССР                                                                                            |
| Харьков. Памятник Т. Г. Шевченко                                                                | 22 января 1964                                                                                  |                                                                                                 | 2978                                                                                            | 4 копейки                                                                                       | СССР                                                                                            |
| Харьков. В сквере «Победы»                                                                      | 24 февраля 1964                                                                                 |                                                                                                 | 3038                                                                                            | 4 копейки                                                                                       | СССР                                                                                            |
| Харьков. Университет им. Горького                                                               | 23 апреля 1965                                                                                  |                                                                                                 | 3712                                                                                            | 4 копейки                                                                                       | СССР                                                                                            |
| Харьков. Детская железная дорога                                                                | 12 мая 1965                                                                                     |                                                                                                 | 3729                                                                                            | 4 копейки                                                                                       | СССР                                                                                            |
| Харьков. Театр оперы и балета                                                                   | 27 августа 1965                                                                                 |                                                                                                 | 3908                                                                                            | 4 копейки                                                                                       | СССР                                                                                            |
| Харьков. Сельхозинститут им. Докучаева                                                          | 12 мая 1966                                                                                     |                                                                                                 | 4235                                                                                            | 4 копейки                                                                                       | СССР                                                                                            |
| Харьков. Тракторный завод                                                                       | ? 1966                                                                                          |                                                                                                 | 4508                                                                                            | 4 копейки                                                                                       | СССР                                                                                            |
| Харьков. Гостиница «Интурист»                                                                   | 31 августа 1967                                                                                 |                                                                                                 | 4860                                                                                            | 4 копейки                                                                                       | СССР                                                                                            |
| Харьков. Медицинский институт                                                                   | 25 сентября 1967                                                                                |                                                                                                 | 4893                                                                                            | 4 копейки                                                                                       | СССР                                                                                            |
| Харьков. Сквер на спуске им. Халтурина                                                          | 17 октября 1967                                                                                 |                                                                                                 | 4953                                                                                            | 4 копейки                                                                                       | СССР                                                                                            |
| Харьков. НИИ микробиологии                                                                      | ? 1967                                                                                          |                                                                                                 | 5205                                                                                            | 4 копейки                                                                                       | СССР                                                                                            |
| 25 лет освобождения Харькова                                                                    | 22 июля 1968                                                                                    |                                                                                                 | 5756                                                                                            | 4 копейки                                                                                       | СССР                                                                                            |
| Харьков. Управление Южной железной дороги                                                       | 2 июня 1969                                                                                     |                                                                                                 | 6380                                                                                            | 4 копейки                                                                                       | СССР                                                                                            |
| Харьков. Киноконцертный зал «Украина»                                                           | 8 июля 1969                                                                                     |                                                                                                 | 6438                                                                                            | 4 копейки                                                                                       | СССР                                                                                            |
| Харьков. Киноконцертный зал «Украина». (Бумага 0-1 с рубашкой)                                  | 8 июля 1969                                                                                     |                                                                                                 |                                                                                                 | 4 копейки                                                                                       | СССР                                                                                            |
| АВИА. Харьков. Железнодорожный вокзал                                                           | 21 октября 1969                                                                                 |                                                                                                 | 6680                                                                                            | 6 копеек                                                                                        | СССР                                                                                            |
| Харьков. Сквер Победы                                                                           | 26 мая 1970                                                                                     |                                                                                                 | 7043                                                                                            | 4 копейки                                                                                       | СССР                                                                                            |
| Харьков. Универмаг «Харьков»                                                                    | 26 мая 1970                                                                                     |                                                                                                 | 7044                                                                                            | 4 копейки                                                                                       | СССР                                                                                            |
| МЕСТНОЕ. Харьков. Городской Совет                                                               | 23 июня 1970                                                                                    |                                                                                                 | 7101                                                                                            | 4 копейки                                                                                       | СССР                                                                                            |
| АВИА. 50 лет Харьковскому фармацевтическому институту                                           | 29 марта 1971                                                                                   |                                                                                                 | 7535                                                                                            | 6 копеек                                                                                        | СССР                                                                                            |
| Харьков. Площадь Тевелева                                                                       | 1 апреля 1971                                                                                   |                                                                                                 | 7543                                                                                            | 4 копейки                                                                                       | СССР                                                                                            |
| Харьков. Почтамт                                                                                | 28 апреля 1971                                                                                  |                                                                                                 | 7588                                                                                            | 4 копейки                                                                                       | СССР                                                                                            |
| АВИА. Харьков. Дворец бракосочетания                                                            | 10 мая 1971                                                                                     |                                                                                                 | 7611                                                                                            | 6 копеек                                                                                        | СССР                                                                                            |
| Харьков. Дом государственной промышленности                                                     | 17 июля 1972                                                                                    |                                                                                                 | 8362                                                                                            | 4 копейки                                                                                       | СССР                                                                                            |
| Харьков. Госуниверситет им. Горького                                                            | 26 июля 1972                                                                                    |                                                                                                 | 8381                                                                                            | 4 копейки                                                                                       | СССР                                                                                            |
| АВИА. Харьков. Киноконцертный зал «Украина»                                                     | 26 июля 1972                                                                                    |                                                                                                 | 8383                                                                                            | 6 копеек                                                                                        | СССР                                                                                            |
| Харьков. Медицинский институт                                                                   | 28 мая 1973                                                                                     |                                                                                                 | 8927                                                                                            | 4 копейки                                                                                       | СССР                                                                                            |
| 30 лет со дня освобождения Харькова                                                             | 26 июня 1973                                                                                    |                                                                                                 | 8992                                                                                            | 4 копейки                                                                                       | СССР                                                                                            |
| Харьков. Привокзальная площадь                                                                  | 9 июля 1973                                                                                     |                                                                                                 | 9027                                                                                            | 4 копейки                                                                                       | СССР                                                                                            |
| Харьков. Центральный универмаг                                                                  | 17 августа 1973                                                                                 |                                                                                                 | 9126                                                                                            | 4 копейки                                                                                       | СССР                                                                                            |
| Харьков. Памятник Шевченко                                                                      | 30 октября 1973                                                                                 |                                                                                                 | 9266                                                                                            | 4 копейки                                                                                       | СССР                                                                                            |
| Харьков. В парке Победы                                                                         | 6 марта 1974                                                                                    |                                                                                                 | 9544                                                                                            | 4 копейки                                                                                       | СССР                                                                                            |
| Харьков. Проспект Ленина                                                                        | 23 сентября 1974                                                                                |                                                                                                 | 10000                                                                                           | 4 копейки                                                                                       | СССР                                                                                            |
| Харьков. Киноконцертный зал «Украина»                                                           | 30 мая 1975                                                                                     |                                                                                                 | 10559                                                                                           | 4 копейки                                                                                       | СССР                                                                                            |
| Харьков. Памятник Т. Г. Шевченко                                                                | 17 июня 1975                                                                                    |                                                                                                 | 10603                                                                                           | 4 копейки                                                                                       | СССР                                                                                            |
| Харьков. Памятник Н. А. Рудневу                                                                 | 18 августа 1975                                                                                 |                                                                                                 | 10735                                                                                           | 4 копейки                                                                                       | СССР                                                                                            |
| Харьков. Театр оперы и балета                                                                   | 26 августа 1975                                                                                 |                                                                                                 | 10757                                                                                           | 4 копейки                                                                                       | СССР                                                                                            |
| Харьков. Памятник В. Н. Каразину                                                                | 27 января 1976                                                                                  |                                                                                                 | 11084                                                                                           | 4 копейки                                                                                       | СССР                                                                                            |
| Харьков. Театр им. Т. Г. Шевченко                                                               | 9 ноября 1976                                                                                   |                                                                                                 | 11682                                                                                           | 4 копейки                                                                                       | СССР                                                                                            |
| Харьков. Монументальная стела «Звезда»                                                          | 14 апреля 1977                                                                                  |                                                                                                 | 12002                                                                                           | 4 копейки                                                                                       | СССР                                                                                            |
| Харьков. Южный вокзал                                                                           | 12 января 1978                                                                                  |                                                                                                 | 12614                                                                                           | 4 копейки                                                                                       | СССР                                                                                            |
| Харьков. ДК электромеханического завода                                                         | 7 февраля 1978                                                                                  |                                                                                                 | 12649                                                                                           | 4 копейки                                                                                       | СССР                                                                                            |
| Международная филвыставка «СССР—ЧССР»                                                           | 7 февраля 1978                                                                                  |                                                                                                 | 12650                                                                                           | 4 копейки                                                                                       | СССР                                                                                            |
| Харьков. Памятник Н. В. Гоголю                                                                  | 13 февраля 1978                                                                                 |                                                                                                 | 12661                                                                                           | 4 копейки                                                                                       | СССР                                                                                            |
| АВИА. Харьков. Гостиница «Турист»                                                               | 4 января 1979                                                                                   |                                                                                                 | 13260                                                                                           | 6 копеек                                                                                        | СССР                                                                                            |
| Харьков. Монумент в честь провозглашения Советской власти                                       | 3 мая 1979                                                                                      |                                                                                                 | 13481                                                                                           | 4 копейки                                                                                       | СССР                                                                                            |
| АВИА. Харьков. Театр музкомедии                                                                 | 5 июня 1979                                                                                     |                                                                                                 | 13565                                                                                           | 6 копеек                                                                                        | СССР                                                                                            |
| АВИА. Харьков. Университет им. Горького                                                         | 27 ноября 1979                                                                                  |                                                                                                 | 13929                                                                                           | 6 копеек                                                                                        | СССР                                                                                            |
| Харьков. Аэропорт                                                                               | 22 января 1980                                                                                  |                                                                                                 | 14077                                                                                           | 4 копейки                                                                                       | СССР                                                                                            |
| Харьков. Киноконцертный зал «Украина»                                                           | 13 марта 1980                                                                                   |                                                                                                 | 14183                                                                                           | 4 копейки                                                                                       | СССР                                                                                            |
| Харьков. Памятник Шевченко                                                                      | 2 апреля 1980                                                                                   |                                                                                                 | 14219                                                                                           | 4 копейки                                                                                       | СССР                                                                                            |
| Филвыставка «Тракторфил-81»                                                                     | 3 марта 1981                                                                                    |                                                                                                 | 14844                                                                                           | 4 копейки                                                                                       | СССР                                                                                            |
| 50 лет Харьковскому тракторному заводу                                                          | 7 сентября 1981                                                                                 |                                                                                                 | 15129                                                                                           | 4 копейки                                                                                       | СССР                                                                                            |
| Харьков. Железнодорожный вокзал                                                                 | 3 февраля 1982                                                                                  |                                                                                                 | 15453                                                                                           | 4 копейки                                                                                       | СССР                                                                                            |
| Харьков. Административное здание                                                                | 24 мая 1982                                                                                     |                                                                                                 | 15658                                                                                           | 4 копейки                                                                                       | СССР                                                                                            |
| Харьков. Гостиница «Мир»                                                                        | 11 августа 1982                                                                                 |                                                                                                 | 15795                                                                                           | 4 копейки                                                                                       | СССР                                                                                            |
| Харьков. Памятник борцам Октябрьской революции                                                  | 20 августа 1982                                                                                 |                                                                                                 | 15810                                                                                           | 4 копейки                                                                                       | СССР                                                                                            |
| Харьков. Железнодорожный вокзал                                                                 | 24 августа 1982                                                                                 |                                                                                                 | 15826                                                                                           | 4 копейки                                                                                       | СССР                                                                                            |
| Харьков. Монумент в честь провозглашения Советской власти                                       | 29 октября 1982                                                                                 |                                                                                                 | 15931                                                                                           | 4 копейки                                                                                       | СССР                                                                                            |
| Харьков. Мемориал Славы                                                                         | 14 февраля 1983                                                                                 |                                                                                                 | 16099                                                                                           | 4 копейки                                                                                       | СССР                                                                                            |
| Харьков. Госуниверситет им. Горького                                                            | 25 ноября 1983                                                                                  |                                                                                                 | 16586                                                                                           | 4 копейки                                                                                       | СССР                                                                                            |
| Харьков. Памятник Шевченко                                                                      | 22 июня 1984                                                                                    |                                                                                                 | 276—1984                                                                                        | 4 копейки                                                                                       | СССР                                                                                            |
| 100 лет. Харьковский политехнический институт имени В. И. Ленина.                               | 5 мая 1985                                                                                      |                                                                                                 | 219—1985                                                                                        | 4 копейки                                                                                       | СССР                                                                                            |
| Харьков. Университет имени A. M. Горького                                                       | 17 июня 1985                                                                                    |                                                                                                 | 320—1985                                                                                        | 4 копейки                                                                                       | СССР                                                                                            |
| Харьков. Дворец пионеров имени П. П. Постышева                                                  | 29 июля 1985                                                                                    |                                                                                                 | 393—1985                                                                                        | 4 копейки                                                                                       | СССР                                                                                            |
| Харьков. Сквер Победы                                                                           | 22 августа 1985                                                                                 |                                                                                                 | 433—1985                                                                                        | 4 копейки                                                                                       | СССР                                                                                            |
| 50 лет Харьковскому станкостроительному заводу                                                  | 25 ноября 1985                                                                                  |                                                                                                 | 557—1985                                                                                        | 4 копейки                                                                                       | СССР                                                                                            |
| Харьковский турбинный завод им. С. М. Кирова                                                    | 27 января 1986                                                                                  |                                                                                                 | 27-1986                                                                                         | 4 копейки                                                                                       | СССР                                                                                            |
| Харьковский завод «Электротяжмаш» имени В. И. Ленина                                            | 26 мая 1986                                                                                     |                                                                                                 | 260—1986                                                                                        | 4 копейки                                                                                       | СССР                                                                                            |
| Харьков. Библиотека им. В. Г. Короленко                                                         | 25 июля 1986                                                                                    |                                                                                                 | 358—1986                                                                                        | 4 копейки                                                                                       | СССР                                                                                            |
| Харьковский исторический музей. 100 лет                                                         | 11 сентября 1986                                                                                |                                                                                                 | 438—1986                                                                                        | 4 копейки                                                                                       | СССР                                                                                            |
| Харьков. Почтамт                                                                                | 30 апреля 1987                                                                                  |                                                                                                 | 252—1987                                                                                        | 4 копейки                                                                                       | СССР                                                                                            |
| Харьковскому машиностроительному заводу им. Ф. Э. Дзержинского 60 лет.                          | 22 мая 1987                                                                                     |                                                                                                 | 286—1987                                                                                        | 4 копейки                                                                                       | СССР                                                                                            |
| Харьков. НИИ микробиологии имени И. И. Мечникова                                                | 26 июня 1987                                                                                    |                                                                                                 | 347—1987                                                                                        | 4 копейки                                                                                       | СССР                                                                                            |
| Харьков. Студенческие отряды                                                                    | 11 ноября 1988                                                                                  |                                                                                                 | 489—1988                                                                                        | 4 копейки                                                                                       | СССР                                                                                            |
| Харьков. Институт «Гипрококс»                                                                   | 17 марта 1989                                                                                   |                                                                                                 | 148—1989                                                                                        | 4 копейки                                                                                       | СССР                                                                                            |
| 60 лет Харьковскому авиационному институту имени Н. Е. Жуковского                               | 9 февраля 1990                                                                                  |                                                                                                 | 51-1990                                                                                         | 4 копейки                                                                                       | СССР                                                                                            |
| Харьковский электромеханический завод. 75 лет                                                   | 18 июня 1990                                                                                    |                                                                                                 | 285—1990                                                                                        | 4 копейки                                                                                       | СССР                                                                                            |
| ХАДИ-241                                                                                        | 1 февраля 1991                                                                                  |                                                                                                 | 32-1991                                                                                         | 7 копеек                                                                                        | СССР                                                                                            |
| ХАДИ-261                                                                                        | 1 февраля 1991                                                                                  |                                                                                                 | 33-1991                                                                                         | 7 копеек                                                                                        | СССР                                                                                            |
| 60 лет Харьковскому тракторному заводу                                                          | 14 марта 1991                                                                                   |                                                                                                 | 62-1991                                                                                         | 7 копеек                                                                                        | СССР                                                                                            |
| ХАДИ-27. Марка 5 коп. Цена 6 к.                                                                 | 18 марта 1991                                                                                   |                                                                                                 | 66-1991                                                                                         | 5 копеек                                                                                        | СССР                                                                                            |
| ХАДИ-27. Марка 7 коп. Цена 10 к.                                                                | 18 марта 1991                                                                                   |                                                                                                 | 67-1991                                                                                         | 7 копеек                                                                                        | СССР                                                                                            |
| Харьковский завод тракторных самоходных шасси                                                   | 18 апреля 1991                                                                                  |                                                                                                 | 124—1991                                                                                        | 7 копеек                                                                                        | СССР                                                                                            |
| Харьковский метрополитен. Станция «Киевская»                                                    | 2000                                                                                            | С. Подопригорина                                                                                | 1-2000                                                                                          | марка K8H                                                                                       | Украина                                                                                         |
| Харьковский метрополитен. Станция «Университет»                                                 | 2000                                                                                            | С. Подопригорина                                                                                | 2-2000                                                                                          | марка K8H                                                                                       | Украина                                                                                         |
| Чёрный амурский леопард. Харьковский зоопарк                                                    | 2004                                                                                            | О. Тернавская                                                                                   | 61-2004                                                                                         | марка K12                                                                                       | Украина                                                                                         |
| Ботанический сад. 200 лет со времени основания. г. Харьков                                      | 25 октября 2004                                                                                 | Дизайн Н. Гожой                                                                                 | 95-2004                                                                                         | марка K12                                                                                       | Украина                                                                                         |
| Харьковский национальный университет им. В. Н. Каразина. 200 лет                                | 14 декабря 2004                                                                                 | Дизайн Н. Гожой                                                                                 | 4-2005                                                                                          | марка K12                                                                                       | Украина                                                                                         |
| Первый электрический трамвай в Харькове. 100 лет                                                | 2 ноября 2006                                                                                   | М. Лашкевич                                                                                     | 52-2006                                                                                         | марка K15                                                                                       | Украина                                                                                         |
| Харьковский национальный университет им. В. Н. Каразина. 200 лет астрономических исследований   | 7 февраля 2008                                                                                  | Дизайн Т. Нестеровой                                                                            | 12-2008                                                                                         | марка K15                                                                                       | Украина                                                                                         |
| Харьковский академический русский драматический театр им. А. С. Пушкина                         | 9 сентября 2008                                                                                 | О. Варкач                                                                                       | 54-2008                                                                                         | марка K18                                                                                       | Украина                                                                                         |

### Почтовые художественные конверты с оригинальной маркой
На выпущенном Укрпочтой 20 февраля 2006 года к 100-летию Клавдии Шульженко конверте с оригинальной маркой «Клавдия Шульженко 1906—1984» изображен портрет известной певицы и фрагмент нотной записи песни «Синий платочек», а на оригинальной марке помещено изображение дома-музея К. Шульженко в Харькове.

## Почтовые открытки
За годы Советской власти и украинской независимости было выпущено весьма большое количество художественных открытых писем, почтовых карточек, почтовых открыток, на которых изображены в основном памятники и архитектура Харькова, а также его жители, выдающиеся люди, различные события, городская символика и техника, выпускавшаяся в городе. Часть открыток выпущена в СССР кооперативами, редакциями газет и журналов, заводами и трестами и посвящена юбилеям, технике, символике, спорту, рекламе харьковских предприятий и организаций.

## Почтовые штемпели

Почтовые штемпели Харькова
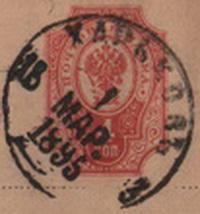
1895: календарный штемпель Харькова на стандартной марке Российской империи 1889 года
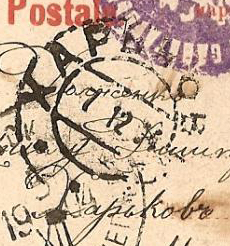
1914: календарный штемпель Харькова на почтовом отправлении
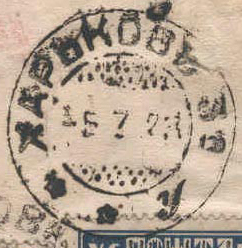
1923: то же
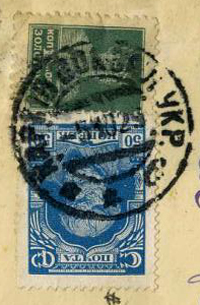
1929: календарный штемпель Харькова на стандартных марках СССР 1925-1927 годов (ЦФА [АО «Марка»] № 135, 293)
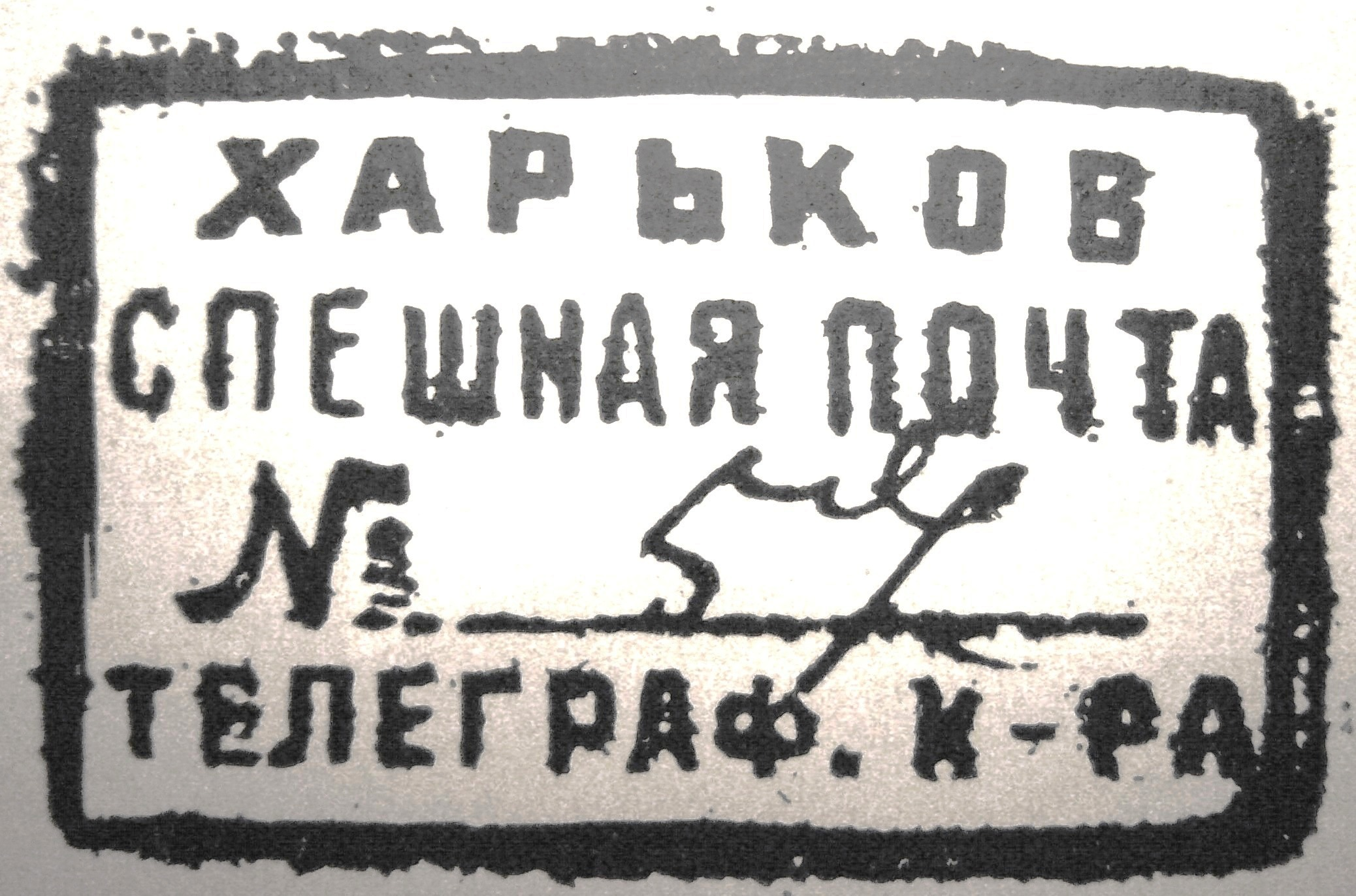
1930-е годы: почтовый штемпель спешной почты СССР
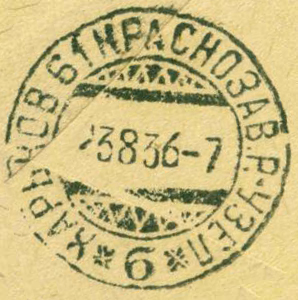
1936: календарный штемпель Харькова на почтовом отправлении
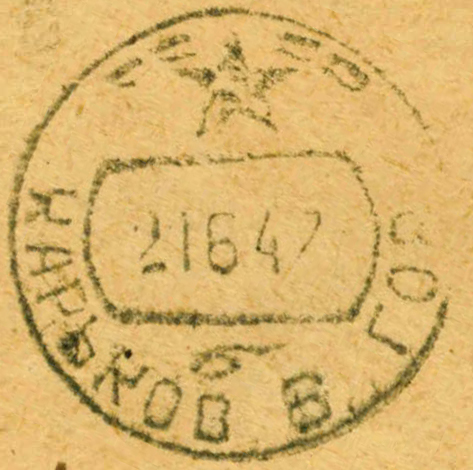
1947: то же
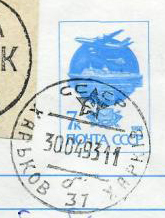
1993: календарный штемпель на художественном маркированном конверте, со стандартной маркой СССР 1991 года (ЦФА [АО «Марка»] № 6299)

## Специальные гашения

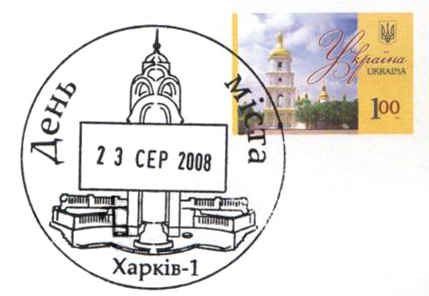
Харьковское специальное гашение (Украина, 2008): «День города»

Известно большое количество специальных гашений СССР и Украины, непосредственно посвящённых Харькову и событиям в его истории, например:
- «Международная филателистическая выставка „СССР—ЧССР“» (4—14 марта 1978)[13].
- «Филателистическая выставка „Тракторфил-81“» (30 сентября — 10 октября 1981)[14].
- «Дмитрий Багалей. 1857—1932» (7 ноября 2007). На рисунке штемпеля (художник Е. Бородай) изображён портрет известного харьковского историка, академика, общественного деятеля Д. И. Багалея. Гашение проводилось на харьковском почтамте[17].
- «День города» (23 августа 2008). На рисунке штемпеля (художник О. Сталмокас) изображён силуэт беседки и фонтана «Стеклянная струя», более известной как «Зеркальная струя» (первоначальное официальное название — «Памятник Победы», архитектор В. И. Корж, 1947)[18].
- «Всемирный день почты» (9 октября 2008). На рисунке штемпеля (художник В. Савченко) изображёно здание почтамта у Южного вокзала (архитектор А. Г. Мордвинов)[18].
- «Харьковская организация Национального союза художников Украины. 70 лет» (23 октября 2008)[19].

Существуют также специальные гашения, посвящённые различным событиям, напрямую не связанным с Харьковом, но которые содержат название Харькова как места гашения. Среди них можно назвать специальные гашения по случаю Недели письма, различных праздников (Новый год, День святого Валентина, Пасха) и прочие.

## Франкировальные штемпели
Харьковскими организациями и учреждениями для упрощённой оплаты пересылки исходящей корреспонденции применялись и применяются франкировальные штемпели, которые служат хорошей иллюстрацией харьковской тематики в филателии.
Индексы Харькова: 310001—310150 — в советской время, 61001—61150 — в независимой Украине (с 2002(?) года).

Франкировальные штемпели  Харькова
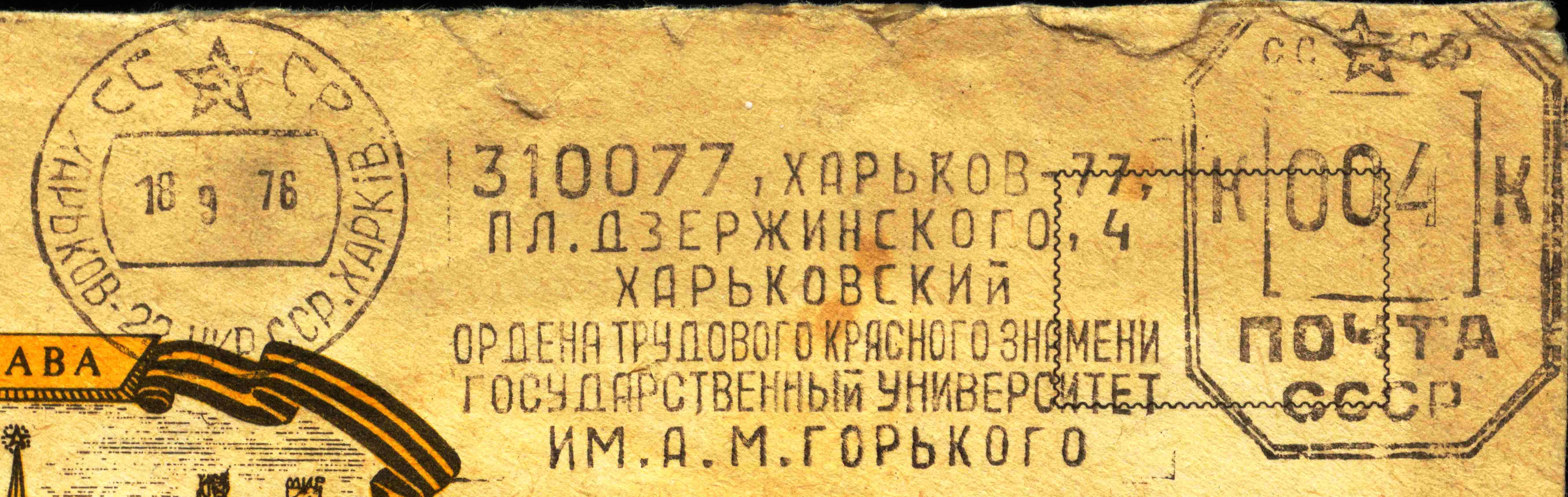
1976: оттиск франкотипа Харьковский ордена Трудового Красного Знамени государственный университет им. А. М. Горького, 18 сентября 1976 г.
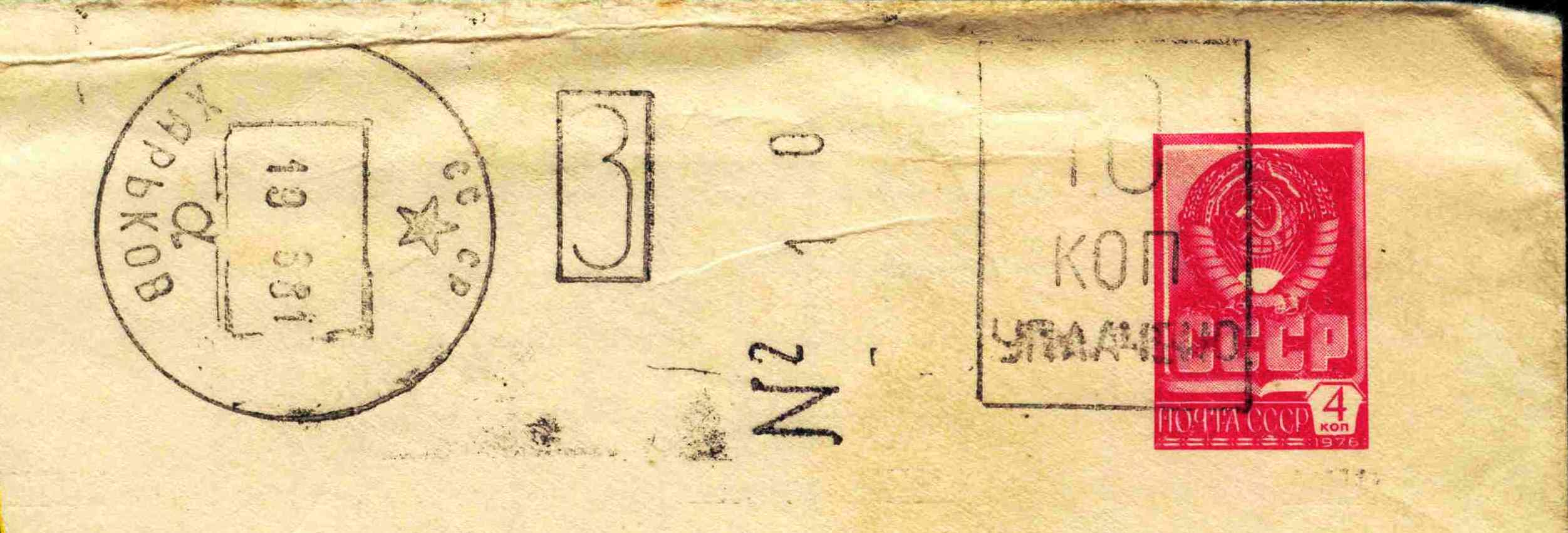
1981: оттиск франкотипа заказного письма СССР, Харьков, 19 июня 1981 г.

## Филателистические выставки
В Харькове проводились следующие филателистические выставки:
- городские, областные,
- Вторая Украинская республиканская юношеская филателистическая выставка (20—30 ноября 1976).
- Международная филателистическая выставка «СССР—ЧССР» (4—14 марта 1978)[13][20].
- Филателистическая выставка «Тракторфил-81» (30 сентября — 10 октября 1981)[14].

Эти выставки нашли отражение в изданных сувенирных листках, конвертах, спецгашениях и односторонних почтовых карточках с оригинальной маркой.

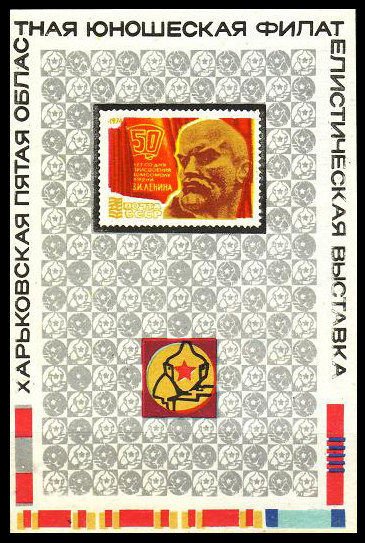
1974: сувенирный листок, изданный в Харькове в честь 5-й областной юношеской филателистической выставки. В оформлении использована марка СССР «50 лет со дня присвоения комсомолу имени Ленина» (1974, художник Ю. Левиновский) (ЦФА [АО «Марка»] № 4329)
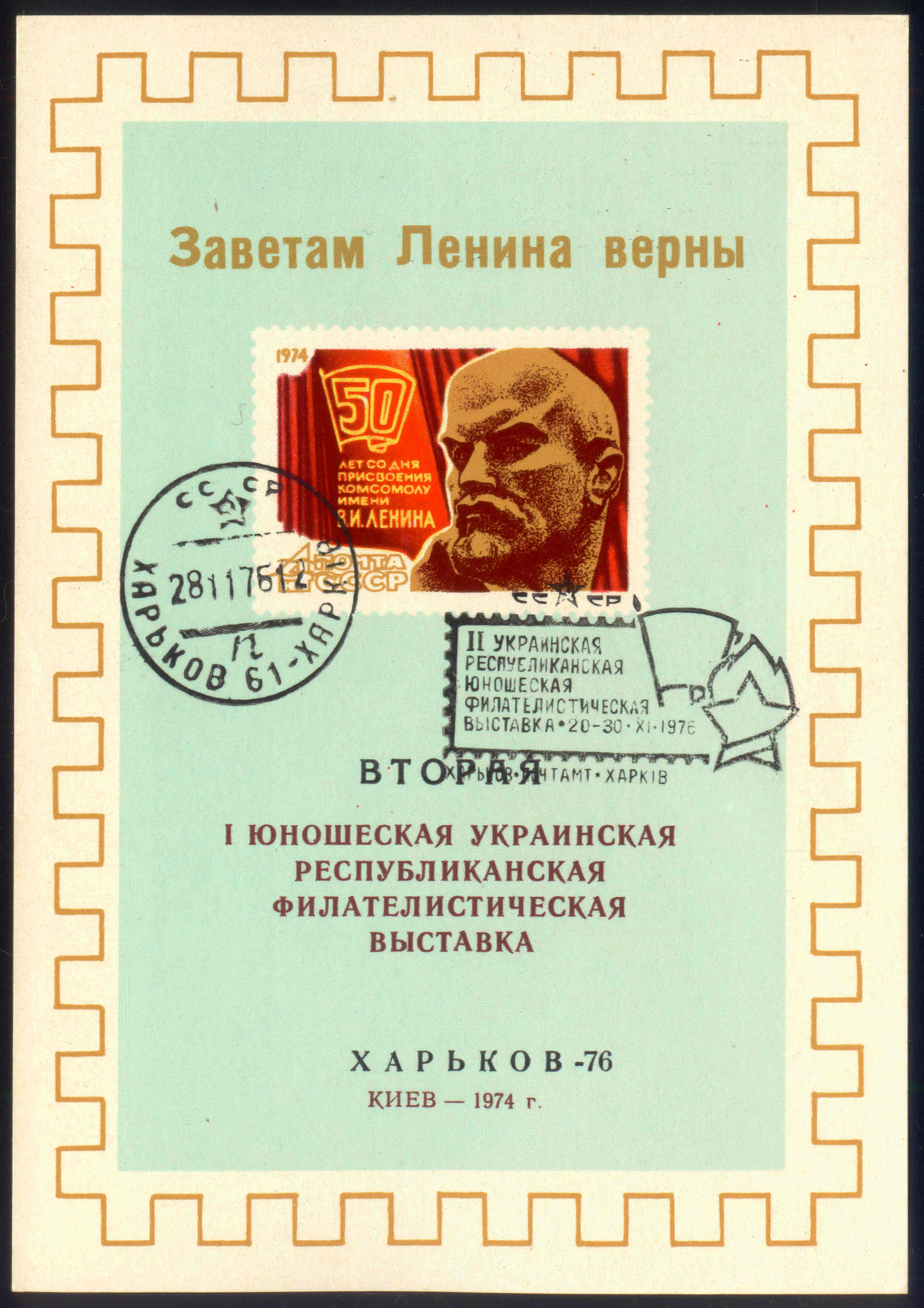
1976: сувенирный листок 2-й Украинской республиканской юношеской филателистической выставки. Надпечатка на листке 1-й выставки, проходившей в Киеве (1974); с использованием той же марки в оформлении
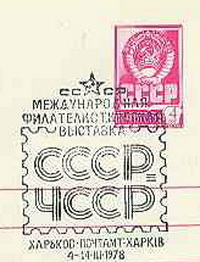
1978: специальное гашение «Международная филателистическая выставка „СССР—ЧССР“» (Харьков)

## Непочтовые марки и артимарки
В 1879 году в Харькове были выпущены полицейские марки Харьковской городской полиции. В 1924 году Харьковским губисполкомом была выпущена марка канцелярского сбора. В 1925 и 1926 годах Харьковским губернским комитетом по проведению туберкулёзного трёхдневника выпускались непочтовые марки. Харькову и губернии посвящены артимарки (художественные вымышленные марки) А. Сдобникова.

Непочтовые марки и артимарки Харькова
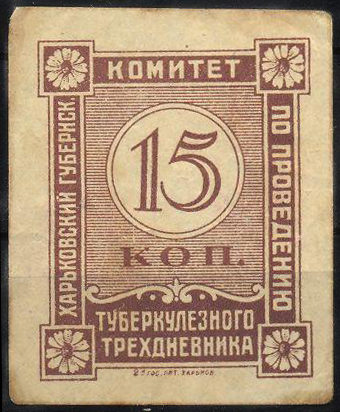
1926: Непочтовая марка Харьковского губернского комитета по проведению туберкулёзного трёхдневника
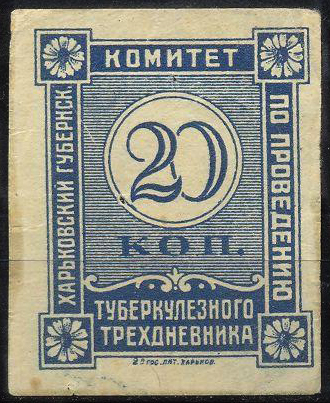
1926: то же
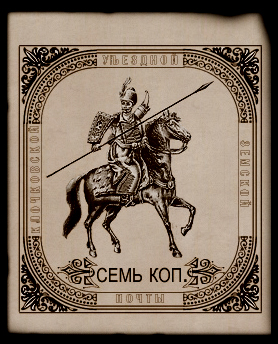
2009: «дореволюционная» марка никогда не существовавшего Клочковского земства с изображением казака с карточки XIX века
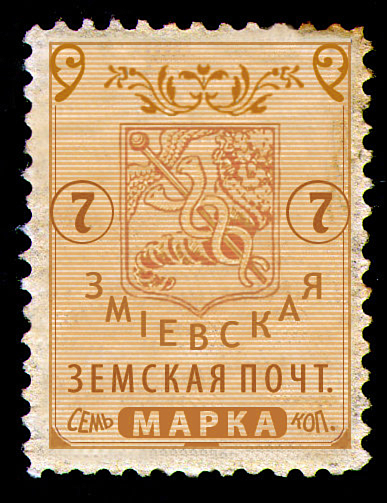
2009: «дореволюционная» марка для Змиевского земства